# Villanueva de San Prudencio
Villanueva de San Prudencio es una aldea deshabitada que pertenece al municipio de Lagunilla del Jubera de la comunidad autónoma de La Rioja (España). Antigua aldea de Zenzano, no tiene ninguna casa restaurada ni carretera de acceso, formando parte el propio pueblo de un coto de caza.
Su origen está ligado al cercano y desaparecido monasterio de San Fructuoso de Pampaneto, anterior al año 891, y obtuvo en el año 1032 carta de población del rey Sancho III de Navarra con el nombre de Villanova de Pampaneto. Posteriormente, en el año 1048 pasa a manos del monasterio de San Martín de Albelda, pasando en el año 1067 por permuta con el de San Agustín de Nalda a ser propiedad del monasterio de San Prudencio de Monte Laturce, situado en Clavijo, al que debe su actual nombre.

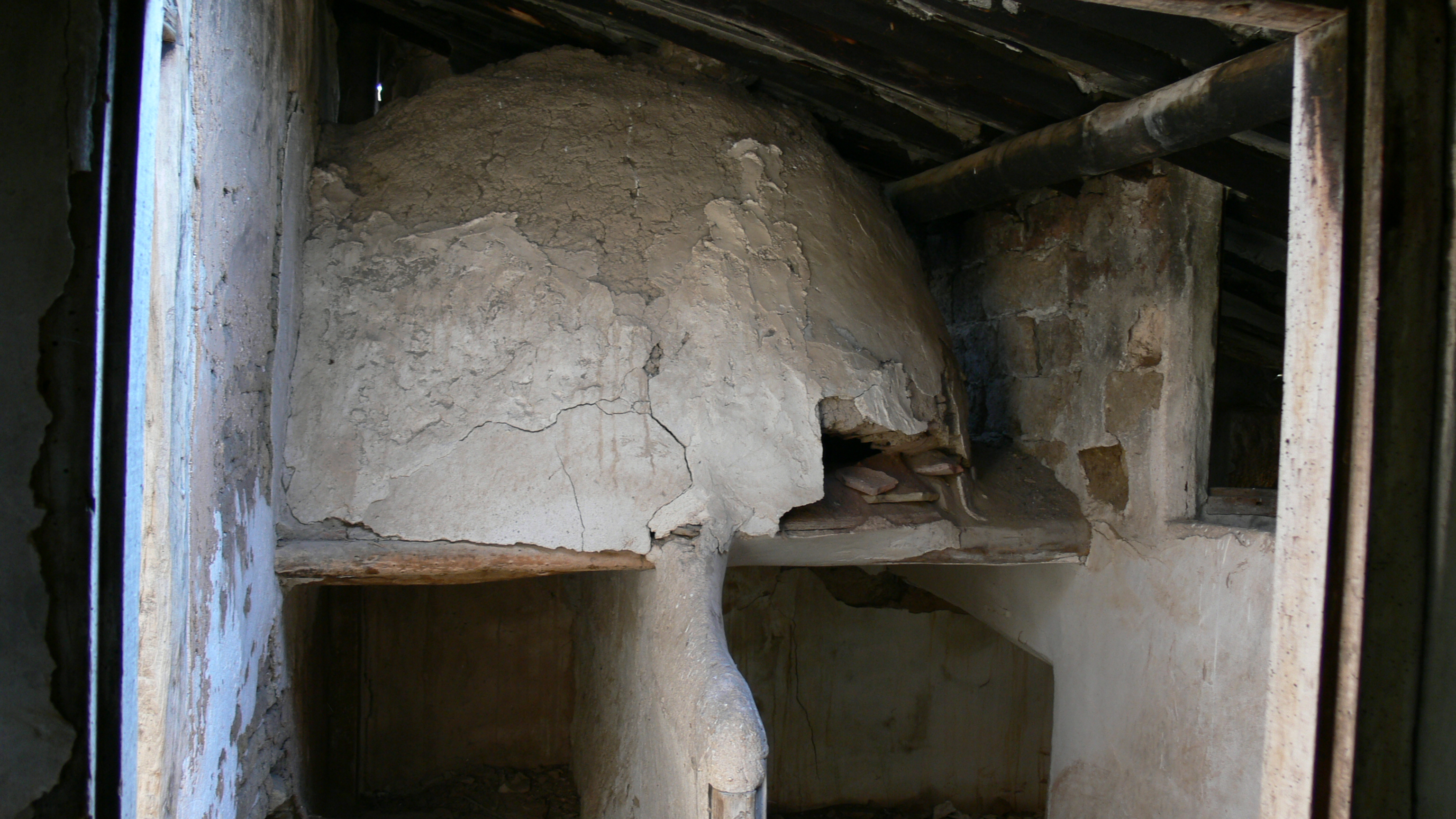
Horno de pan tradicional.

## Literatura
- Ernesto Reiner. Viaje por el Camero Viejo. Logroño 1984. ISBN 84-398-2054-2